# بروتوكول بصمة اليد
بروتوكول الاصبع في علم شبكات الكمبيوتر، يعد بروتوكول من بروتوكولات شبكية بسيطة لتبادل المعلومات الموجهة للمستخدم ومعرفة حالته.

## بروتوكول الاسم / الاصبع
يعتمد بروتوكول الاسم / الاصبع على مستند طلب التعليقات RFC 742 (ديسمبر 1977) كوسيط لبرامج name و finger التي تقدم تقارير عن حالة جهاز كمبيوتر أو شخص معين في مواقع الشبكة. تمت كتابة برنامج الاصبع في عام 1971 بواسطة ليه ايرنست الذي أنشأ البرنامج لتلبية رغبة المستخدمين الذين هم بحاجة معلومات عن مستخدمين آخرين على الشبكة. كانت المعلومات المتعلقة بمن قام بتسجيل الدخول مفيدة للتحقق من توفر شخص ما للقاء. غالبا كان هذا هو أقدم نوع من أشكال معلومات التواجد لمستخدمي الشبكة عن بعد.
قبل تواجد برنامج الاصبع، كانت الطريقة الوحيدة للحصول على هذه المعلومات هي عبر برنامج who الذي بمقدورة عرض المعرفات وأرقام الخطوط الطرفية (الرقم الداخلي لخط الاتصال بالخادم، والذي تم من خلاله توصيل الجهاز الطرفي من قبل المستخدم) للمستخدمين الذين سجلوا دخولهم. قام العالم ليه ايرنست بتسمية برنامجه بعد فكرة أن الناس سوف يحركون أصابعهم أسفل قائمة who للعثور على ما كانوا يبحثون عنه.
كان مصطلح «الإصبع»، في سبعينيات القرن الماضي، له دلالة على «واش»: هذا ما يجعل من «الإصبع» تذكيرًا جيدًا ومساعد للذاكرة
للدلالات الدلالية لأمر finger UNIX (عميل في سياق البروتوكول).

## بروتوكول اصبع معلومات المستخدم
يعمل برنامج اصبع الـ عفريت على منفذ TCP 79. سينشئ العميل (في حالة المستضيفين عن طريق التحكم عن بعد) اتصالاً بالمنفذ رقم 79. يتم بدء برنامج RUIP (برنامج معلومات المستخدم عن بعد) على الطرف الآخر من الاتصال لمعالجة الطلب. يرسل مركز الاستضافة المحلي استعلام RUIP يتكون من سطر واحد بناءً على مواصفات استعلام الاصبع، وينتظر استجابة RUIP. يتلقى RUIP الاستعلام ويعالج، ويعيد إجابة، ثم يبدأ بإغلاق الاتصال. يتلقى المضيف المحلي إشارة الإجابة والإغلاق، ثم يواصل لإغلاق الاتصال من طرفه.
يعتمد بروتوكول اصبع معلومات المستخدم على RFC 1288 (بروتوكول إصبع معلومات المستخدم ، ديسمبر 1991). عادة ما يكون طرف الخادم من البروتوكول يتم تنفيذه باستخدام برنامج fingerd أو in.fingerd (لاصبع الـ عفريت)، في حين أن من طرف العميل يتم تنفيذ هذا الجانب من قبل برامج name و finger التي من المفترض أن تعود بتقرير عن الحالة بشكل موجه للبشر ويسهل استخدامه على أي نظام في وقتها الحالي أو حتى الشخص المستخدم لها. لا يستوجب صيغة محددة، ويتكون البروتوكول غالباً بتحديد سطر أوامر واحد.
يمكن للبرنامج توفير معلومات مثل ما إذا كان المستخدم مسجلاً الدخول حاليًا أو عنوان بريده الإلكتروني أو اسمه الكامل وما إلى ذلك. إضافة إلى معلومات المستخدم القياسية، يعرض الاصبع محتويات ملفات .project و .plan في الدليل الرئيسي للمستخدم. غالبًا ما يحتوي هذا الملف (الذي يحتفظ به المستخدم) إما على معلومات مفيدة حول أنشطة المستخدم الحالية، مثل التدوين المصغر، أو بدلاً من ذلك كل أنواع الدعابة.

## مخاوف أمنية
كان سابقاً تقديم مثل هذه المعلومات التفصيلية مثل عناوين البريد الإلكتروني والأسماء الكاملة يعتبر امر مقبولاً وملائماً في بدايات عصر الشكبة العنكبوتية، ولكن فيما بعد كان موضع شك لأسباب تتعلق بالخصوصية والأمان.
استخدم المتسللون المعلومات الصادرة من الإصبع كطريقة لشن هجوم سيبراني يعرف بـ الهندسة الاجتماعية على نظام كمبيوتر الأمن الخاص بالشركة.[بحاجة لمصدر] باستخدام أحد الإصابع الخاصة للعملاء فقط للحصول على قائمة بأسماء موظفي الشركة وعناوين البريد الإلكتروني وأرقام الهواتف وما إلى ذلك. يمكن للمتسلل الاتصال أو إرسال بريد إلكتروني إلى شخص ما في الشركة ويطلب ان يزوده بالمعلومات أثناء التظاهر بأنه موظف آخر.
كما كان لاصبع الـ عفريت العديد [بحاجة لمصدر] من التصدعات والثغرات الأمنية القابلة للاستغلال واختراق الأنظمة. على سبيل المثال، في عام 1988 استغلت دودة موريس نقطة ضعف تسمى بـ الفيضان في برنامج fingerd (بجانب نقاط ضعف أخرى) لنشرها.[بحاجة لمصدر]
لهذه الأسباب وبحلول أواخر تسعينيات القرن الماضي لم تعد الغالبية العظمى من المواقع على الإنترنت تقدم هذه الخدمة.[بحاجة لمصدر]

## دعم التطبيق
يتم تنفيذه على نظام يونكس ونظام شبيه يونكس والإصدارات الحالية من مايكروسوفت ويندوز (باستخدام الأمر finger.exe). برامج أخرى لديها دعم لبرنامج الإصبع:
- إيلينكس
- لينكس
- مينويت
- كريستال
- لاغرانج

## روابط خارجية
- RFC 742 (ديسمبر 1977)
- RFC 1288 (ديسمبر 1991)
- أمر إصبع Linux
- تاريخ بروتوكول الاصبع بواسطة راجيف شاه نسخة محفوظة 17 مارس 2012 على موقع واي باك مشين.
- مقالة Microsoft TechNet Finger
- اصبع. المزرعة: Modern Finger Hosting